# De Thundermans
The Thundermans is een live-actioncomedy over een familie van superhelden.

## Geschiedenis
De serie begon in de Verenigde Staten op 2 november 2013 en in Nederland en Vlaanderen op 30 maart 2014, na de Kids' Choice Awards. De intro Livin' a Double Life werd geschreven door Scott Simons en gezongen door Kira Kosarin en Jack Griffo. Op 20 december 2013 kocht Nickelodeon een tweede seizoen aan. Dit seizoen ging in de VS van start op 13 september 2014. Op 4 maart 2015 werd dit gevolgd door een derde seizoen, dat in de VS startte op 27 juni 2015. Op 2 maart 2016 werd een vierde seizoen aangekondigd voor 13 afleveringen. Later dat jaar werd het verlengd tot 26 afleveringen. In mei 2017 werden daar nog 6 afleveringen aan toegevoegd, wat het totaal van het seizoen 32 maakt. Hierdoor zal de serie meer dan 100 afleveringen hebben. Seizoen 4 is het laatste seizoen van de serie, en productie eindigde in augustus 2017.
In 2015, 2016, 2017 en 2018 werden hoofdrolspelers Kira Kosarin en Jack Griffo genomineerd voor een Kids' Choice Award als favoriete tv-actrice en -acteur. In 2016, 2017 en 2018 werd het programma zelf ook genomineerd voor een Kids' Choice Award (in de categorie Favorite TV Show). De prijs werd alleen in 2016 gewonnen.

## Rolbezetting
Hoofdrollen

| Acteur          | Personage          | Nederlandse stem         |
| --------------- | ------------------ | ------------------------ |
| Kira Kosarin    | Phoebe Thunderman  | Veerle Burmeister        |
| Jack Griffo     | Max Thunderman     |                          |
| Addison Riecke  | Nora Thunderman    | Josephine van Waesberghe |
| Diego Velázquez | Billy Thunderman   |                          |
| Chris Tallman   | Hank Thunderman    | Thijs van Aken           |
| Rosa Blasi      | Barbara Thunderman | Rosalie de Jong          |
| Maya Le Clark   | Chloe Thunderman   | Holly van Zoggel         |

Bijrollen

| Acteur           | Personage          | Nederlandse stem |
| ---------------- | ------------------ | ---------------- |
| Dana Snyder      | Dr. Collosso       | Joost Claes      |
| Audrey Whitby    | Cherry             |                  |
| Haley Tju        | Darcy Wong         |                  |
| Teala Dunn       | Kelsey             |                  |
| Harvey Guillen   | Neef Blobbin       |                  |
| Helen Hong       | Mvr. Wong          |                  |
| Tanner Stine     | Oyster             |                  |
| Kenny Ridwan     | Gideon             |                  |
| Keely Marshall   | Sarah              |                  |
| Jeff Meacham     | Directeur Bradford |                  |
| Barrett Carnahan | Link Evilman       |                  |
| Ryan Newman      | Allison            |                  |
| Tati Gabrielle   | Hacksaw            |                  |

## Afleveringen
| Seizoen | Afleveringen | Uitzendingen VS   | Uitzendingen VS | Uitzendingen NL | Uitzendingen NL  |
| Seizoen | Afleveringen | Start             | Einde           | Start           | Einde            |
| ------- | ------------ | ----------------- | --------------- | --------------- | ---------------- |
| 1       | 20           | 14 oktober 2013   | 14 juni 2014    | 30 maart 2014   | november 2014    |
| 2       | 25           | 13 september 2014 | 28 maart 2015   | februari 2015   | juli 2015        |
| 3       | 26           | 27 juni 2015      | 10 oktober 2016 | oktober 2015    | november 2016    |
| 4       | 32           | 22 oktober 2016   | 25 mei 2018     | januari 2017    | 25 november 2018 |

### Seizoen 1
1. Adventures in Supersitting
2. Phoebe vs. Max
3. Dinner Party
4. Report Card
5. Ditch Day
6. This Looks Like a Job For...
7. Weekend Guest
8. You Stole My Thunder, Man
9. Weird Science Fair
10. Crime After Crime
11. Going Wonkers
12. Restaurant Crashers
13. Thundersense
14. Phoebe's a Clone Now
15. Have an Ice Birthday
16. Nothing to Lose Sleepover
17. Pretty Little Choirs
18. Paging Dr. Thunderman
19. Up, Up, and Vacay!
20. Breaking Dad

### Seizoen 2
1. Four Supes and a Baby
2. Max's Minions
3. Pheebs Will Rock You
4. Haunted Thundermans
5. Shred It Go
6. Blue Detective
7. Cheer and Present Danger
8. Change of Art
9. Winter Thunderland
10. Parents Just Don't Thunderstand
11. Meet the Evilmans
12. The Neverfriending Story
13. You've Got Fail
14. Doubles Trouble
15. Who's Your Mommy?
16. The Amazing Rat Race
17. Mall Time Crooks
18. It's Not What You Link
19. Cape Fear
20. Call of Lunch Duty
21. One Hit Thunder
22. The Girl with the Dragon Snafu
23. A Hero is Born, Part 1
24. A Hero is Born, Part 2

### Seizoen 3
1. Phoebe vs. Max: The Sequel
2. On the Straight and Arrow
3. Why You Buggin'?
4. Exit Stage Theft
5. Are You Afraid Of The Park?
6. Evil Never Sleeps
7. Doppel-Gamers
8. Floral Support
9. Patch Me If You Can
10. Give Me a Break-Up
11. No Country for Old Mentors
12. Date Expectations
13. He Got Game Night
14. Kiss Me Nate
15. Dog Day After-School
16. Original Prankster
17. Chutes and Splatters
18. I'm Gonna Forget You, Sucka!
19. Beat the Parents
20. Can't Spy Me Love
21. Robin Hood: Prince of Pheebs
22. Aunt Misbehavin'
23. Stealing Home
24. Back to School
25. Thundermans: Geheim Revealed, Deel 1
26. Thundermans: Geheim Revealed, Deel 2

### Seizoen 4
1. Happy Heroween
2. Thundermans: Banished! Part 1
3. Thundermans: Banished! Part 2
4. Smells Like Team Spirit
5. Max to the Future
6. Better Off Wed
7. Parks & T-Rex
8. Date of Emergency
9. Orange is the New Max
10. Ditch Perfect
11. May Z-Force Be with You
12. 21 Dump Street
13. Super Dupers
14. Come What Mayhem
15. Thunder in Paradise, Part 1
16. Thunder in Paradise, Part 2
17. Save the Past Dance
18. Z's All That
19. Can't Hardly Date
20. Revenge of the Smith
21. Nowhere to Slide
22. Significant Brother
23. Rhythm n' Shoes
24. Make It Pop Pop
25. Side-Kicking and Screaming
26. Cookie Mistake
27. All the President's Thunder-Men
28. Mad Max: Beyond Thunderhome
29. The Thundreth
30. Looperheroes
31. The Thunder Games, Part 1
32. The Thunder Games, Part 2

## Film
Op 2 maart 2023 werd aangekondigd dat Nickelodeon groen licht gaf voor een film The Thundermans Return, met in de terugkerende hoofdrollen, Kira Kosarin, Jack Griffo, Addison Riecke, Diego Velazquez, Maya Le Clark, Chris Tallman en Rosa Blasi.  Het filmen begon in April 2023 in Los Angeles.

## Streamingdiensten
Sinds de lancering van SkyShowtime in Nederland op 25 oktober 2022, zijn alle seizoenen en afleveringen van De Thundermans beschikbaar op deze streamingdienst. Al langer zijn seizoenen 1 en 2 beschikbaar op Netflix in Nederland. The Thundermans Return werd op 7 maart 2024 op Paramount+ uitgezonden.